# Самоа на летних Олимпийских играх 1984
Самоа принимала участие в Летних Олимпийских играх 1984 года в Лос-Анджелесе (США) в первый раз за свою историю, но не завоевала ни одной медали. Страну представляли 8 спортсменов, принимавших участие в соревнованиях по боксу, лёгкой и тяжёлой атлетике.

## Бокс
Спортсменов — 4
| Спортсмен      | Категория | 1/32 финала             | 1/16 финала               | 1/8 финала                 | Четвертьфинал        | Полуфинал            | Финал                |
| Спортсмен      | Категория | Соперник и результат    | Соперник и результат      | Соперник и результат       | Соперник и результат | Соперник и результат | Соперник и результат |
| -------------- | --------- | ----------------------- | ------------------------- | -------------------------- | -------------------- | -------------------- | -------------------- |
| Апелу Иоане    | 63,5 кг   | Эваристо Маццон Поб 5:0 | Хорхе Майсонет Пор 0:5    | Не прошёл                  | Не прошёл            | Не прошёл            | Не прошёл            |
| Салулоло Аумуа | 71 кг     | -                       | Гнохере Серу Пор KO       | Не прошёл                  | Не прошёл            | Не прошёл            | Не прошёл            |
| Пауло Тувале   | 75 кг     |                         | Кристофер Коллинз Поб RSC | Аристидес Гонсалес Пор 0:5 | Не прошёл            | Не прошёл            | Не прошёл            |
| Лои Фаетеете   | 91 кг     |                         | Тевита Тауфуу Пор 1:4     | Не прошёл                  | Не прошёл            | Не прошёл            | Не прошёл            |

## Лёгкая атлетика
Спортсменов — 2
Мужчины
| Спортсмен   | Вид              | Предваритель- ный круг | Предваритель- ный круг | Полуфинал | Полуфинал | Финал     | Финал     |
| Спортсмен   | Вид              | Результат              | Место                  | Результат | Место     | Результат | Место     |
| ----------- | ---------------- | ---------------------- | ---------------------- | --------- | --------- | --------- | --------- |
| Уильям Фонг | 110м с барьерами | Не финишировал         | -                      | Не прошёл | Не прошёл | Не прошёл | Не прошёл |
| Генри Смит  | Толкание ядра    | 16,09                  | 19                     | Не прошёл | Не прошёл | Не прошёл | Не прошёл |
| Генри Смит  | Метание диска    | 51,90                  | 17                     | Не прошёл | Не прошёл | Не прошёл | Не прошёл |

## Тяжёлая атлетика
Спортсменов — 2
| Спортсмен     | Категория | Масса | Рывок | Рывок | Рывок | Толчок | Толчок | Толчок | Всего | Место |
| Спортсмен     | Категория | Масса | 1     | 2     | 3     | 1      | 2      | 3      | Всего | Место |
| ------------- | --------- | ----- | ----- | ----- | ----- | ------ | ------ | ------ | ----- | ----- |
| Эмила Хач     | 90 кг     | 89,35 | 117.5 | 117.5 | 117.5 | 152.5  | 162.5  | 162.5  | 270   | 22    |
| Сионе Сиалаоа | 100 кг    | 98,85 | 120   | 125   | 130   | 155    | 160    | 160    | 280   | 11    |